# Asilus tristis
Asilus tristis là một loài ruồi trong họ Asilidae. Asilus tristis được Wiedemann miêu tả năm 1828. Loài này phân bố ở vùng Tân nhiệt đới.